# Mural Sol e Lua
As  Mural Sol e da Lua são um par de murais feitos de cerâmica e desenhado pelo artista catalão Joan Miró para o edifício da UNESCO em Paris. As obras foram realizadas pelo ceramista Josep Llorens i Artigas em 1955. Inicialmente, as paredes foram instalados na Place de Fontenoy, em Paris, mas depois foram fechados em um prédio que foi construído, a fim de protegê-los de danos causados pela chuva ácida. Em 1958 Miró foi dado um Prêmio Internacional Guggenheim de murais para o edifício da UNESCO em Paris.